# Museu Memorial dos Mártires do Terror Vermelho
O Museu Memorial dos Mártires do Terror Vermelho (amárico:  የቀይ ሽብር ሰማዕታት መታሰቢያ ሙዚየም; Yek’eyi Shibiri Sema‘itati Metasebīya Muzīyemi) em Adis Abeba, na Etiópia, criado em 2010 como um memorial para aqueles que morreram durante o Terror Vermelho sob o governo Derg.
O museu exibe instrumentos de tortura, crânios e ossos, caixões, roupas ensanguentadas e fotografias de vítimas. Em visitas gratuitas ao museu, os guias descrevem a história que levou ao Terror Vermelho, começando com a celebração do 80º aniversário de Haile Selassie, as ações tomadas contra os cidadãos que se opunham ao Derg, como os prisioneiros eram tratados e como eles se comunicavam secretamente entre si. O museu também apresenta a história pictórica do Terror Vermelho.

## O Terror Vermelho
O Terror Vermelho na Etiópia, conhecido em amárico como Qey Shibir, foi uma campanha de violência generalizada para consolidar o governo Derg, uma junta militar comunista que chegou ao poder com a deposição do Imperador Haile Selassie I, que governara o país desde 1916. Este comitê de quase 120 oficiais militares e foi liderado notavelmente por Mengistu Haile Mariam, um alto oficial do Exército Etíope, e o movimento foi baseado no Terror Vermelho da Guerra Civil Russa. Nas palavras de Mengistu: "Estamos fazendo o que Lenin fez. Você não pode construir o socialismo sem o Terror Vermelho."
Os registros históricos mostram a prevalência de massacres apoiados pelo Estado, representando uma abordagem sistemática para suprimir a dissidência. Concentrada principalmente na capital, essa campanha foi um esforço de contrainsurgência urbana oficialmente sancionado. O número exato de mortos no expurgo é incerto mas excede um mínimo de 100.000 vidas perdidas, com um número comparável de vítimas registradas nas províncias durante 1977 e 1978. O museu exibe com destaque um memorando em suas paredes, que cita a extensa documentação da Anistia Internacional sobre a era do Terror Vermelho, revelando que mais de meio milhão de pessoas de diversas faixas demográficas, incluindo jovens, idosos, cristãos e muçulmanos, foram vítimas de massacres indiscriminados nas mãos do regime Derg.

## O museu
O museu é um moderno edifício cinza angular ao lado da Praça Meskel, no centro da capital Adis Abeba. Foi nesta praça que o ditador Mengistu, conhecido como o "Açougueiro de Addis", fez um famoso discurso em 17 de abril de 1977. Diante de uma multidão de apoiadores, ele jogou no chão seis garrafas do que parecia ser sangue, simbolizando o sangue que ele estava disposto a derramar para "defender a revolução". Na entrada do museu há um monumento com as estátuas de três garotas e a placa bilíngue dizendo "Nunca, nunca mais" em amárico e inglês. Uma outra placa na entrada anuncia que o museu foi inaugurado por Kebush Admasu, uma mãe cujos quatro filhos foram mortos em um único dia. "Como se eu os tivesse gerado todos em uma noite, eles os mataram em uma única noite", diz a placa.
A exposição tem vitrines contendo instrumentos de tortura e ossuários, além de fotos de eventos e pessoas. Um mostruário contém um alicate, uma trança grossa de náilon, um chicote longo e retorcido e um par de algemas de metal são exemplos de instrumentos de tortura usados nas vítimas. A corda conhecida como "gravata Mengistu" era usada para estrangulamento lento ou para forçar confissões. Outra técnica era o bastinado, usado para firmar os pés antes de esmagá-los até transformá-los em tocos. Seis caixões são expostos contendo pertences pessoais, sandálias, cordas e roupas manchadas de sangue. O museu é adornado com muitas fotos em preto-e-branco que contam a história do Terror Vermelho: o imperador sendo empurrado em um Fusca azul e levado para uma prisão militar; tanques desfilando por Addis Ababa demonstrando o poder do Derg; imagens de buscas porta a porta e corpos executados deliberadamente deixados para apodrecer nas ruas; e fotos de crianças aguardando execução. As execuções em massa eram frequentes e não era incomum que as famílias fossem forçadas a pagar pelas balas.
As paredes são enfeitadas com fotos de identificação de uma lista de procurados de 755 pessoas identificadas como inimigas do Estado. Estes indivíduos tiveram os nomes injustamente gravados na infame “Lista de Procurados”, desprovidos de qualquer evidência comprovada de irregularidades contra o regime, seu único crime foi o seu nível de escolaridade e a percepção de potencial ameaça ao regime revolucionário do Derg. Em uma sala escura, empilhados em vitrines de vidro, estão os crânios e ossos de restos mortais exumados ao lado de um monte de terra formando uma reconstrução dos cemitérios em massa fora da cidade. Há uma impressora, doada anonimamente, que servia como ferramenta clandestina para reproduzir panfletos anti-Derg. Ao lado dela, há uma cadeira representando a tortura brutal conhecido como wafelala. Neste método, a cadeira era usada para imobilizar as vítimas em posição invertida, deixando-as completamente indefesas contra novos tormentos.
Uma das salas de exposição retrata vividamente a dicotomia gritante entre as celebrações opulentas em torno do 80º aniversário de Sua Majestade Imperial Haile Selassie e a dura realidade enfrentada por camponeses assolados pela seca e famílias devastadas pela fome. Os artefatos incluem os trajes majestosos de Sua Majestade, acompanhados por acessórios como bonés e relógios. Outras fotografias registram a marcha vitoriosa do Partido Revolucionário do Povo Etíope (PRPE) em 1991 em direção à capital, que derrubou o Derg, e o posterior julgamento dos membros do Derg, com fotos das famílias das vítimas no banco das testemunhas.
De acordo com funcionários, o museu atraía um grande número de visitantes antes da pandemia de COVID-19, com mais de 80 visitantes em um único dia. Este número caiu para uma média de 30 visitantes. A maioria desses visitantes eram pesquisadores e escritores. Hoje, o museu atrai estudantes universitários etíopes, pesquisadores e famílias de vítimas.

## Galeria

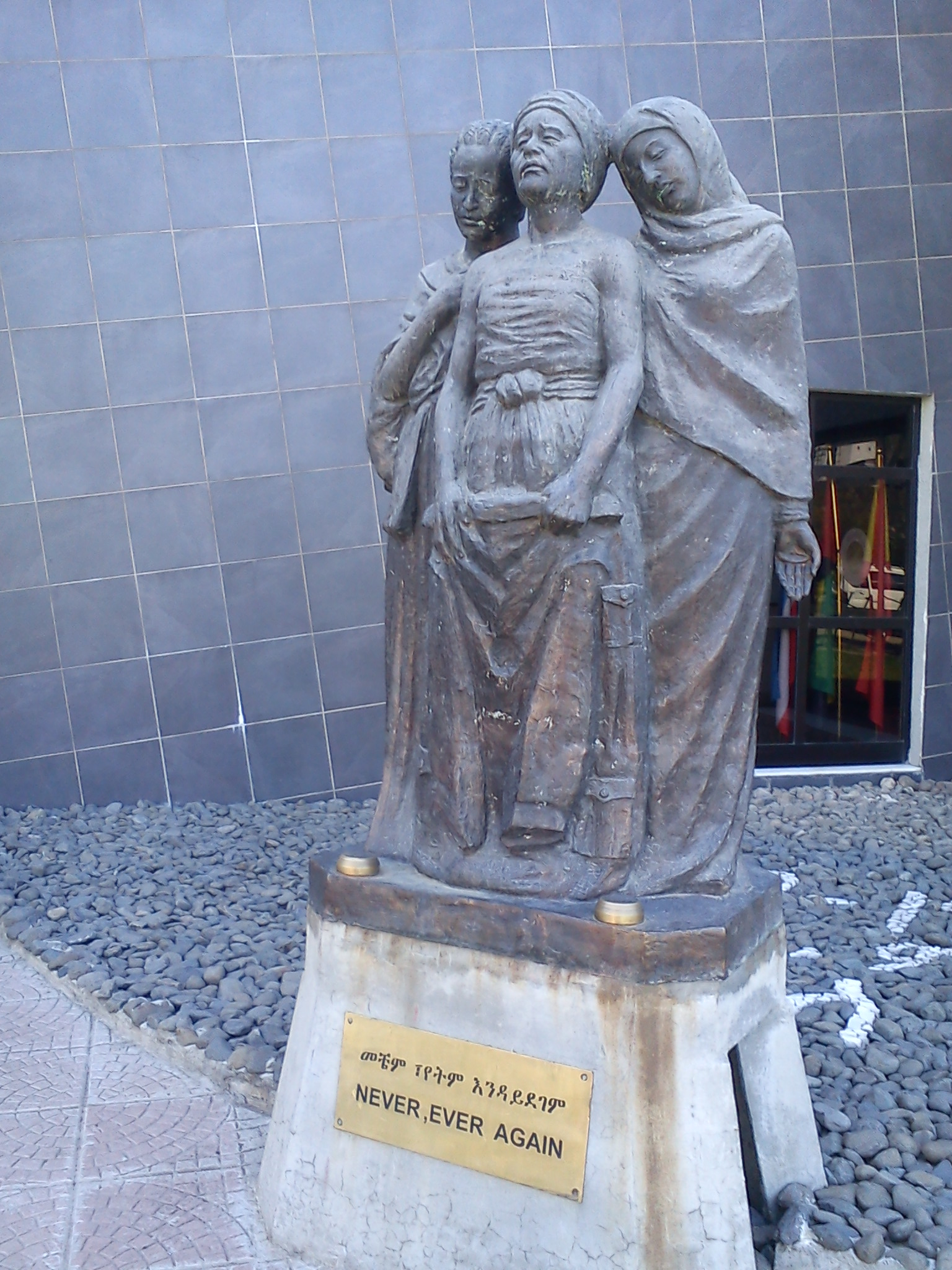
Estátias na entrada do museu
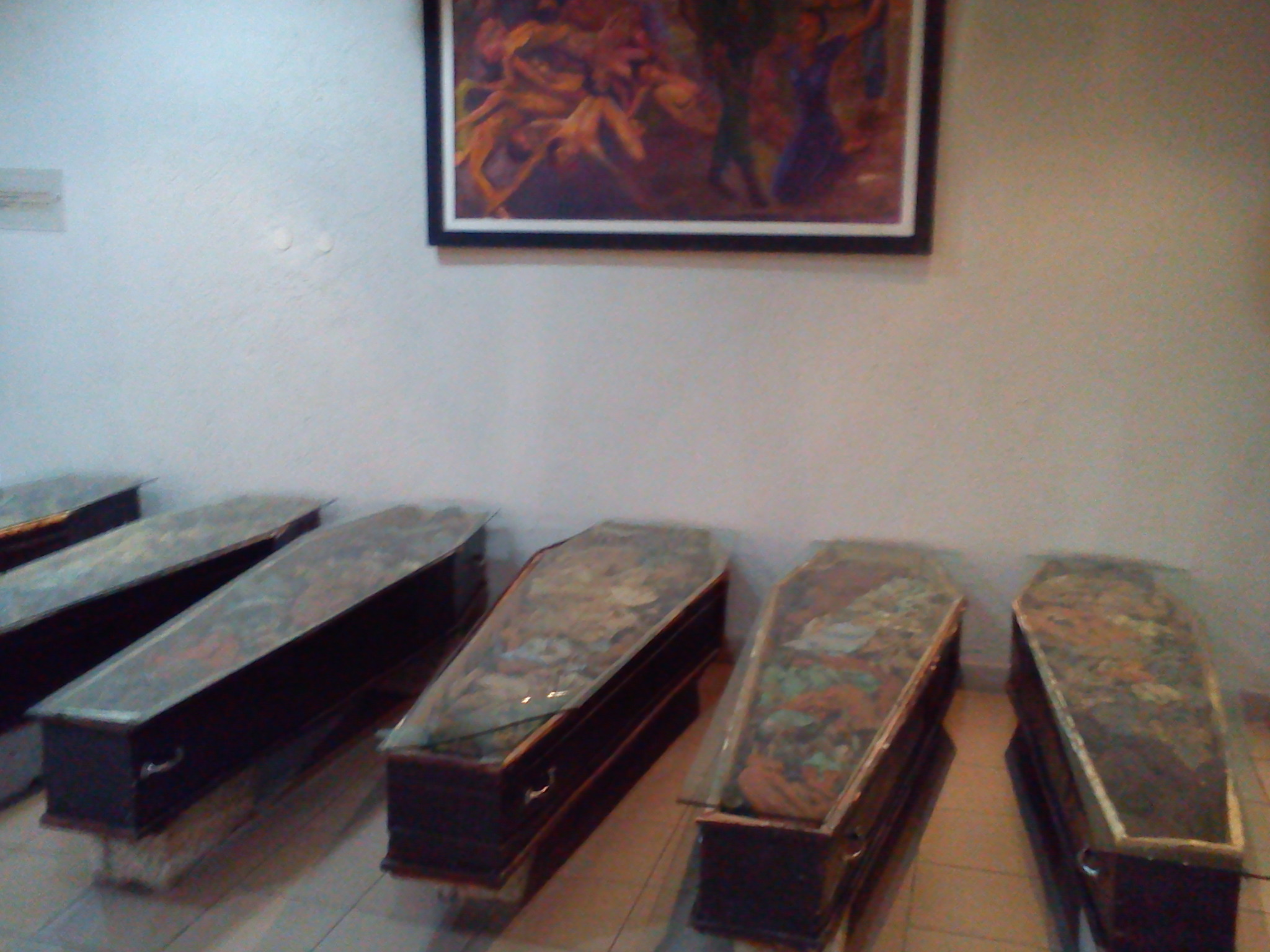
Caixões expostos no museu
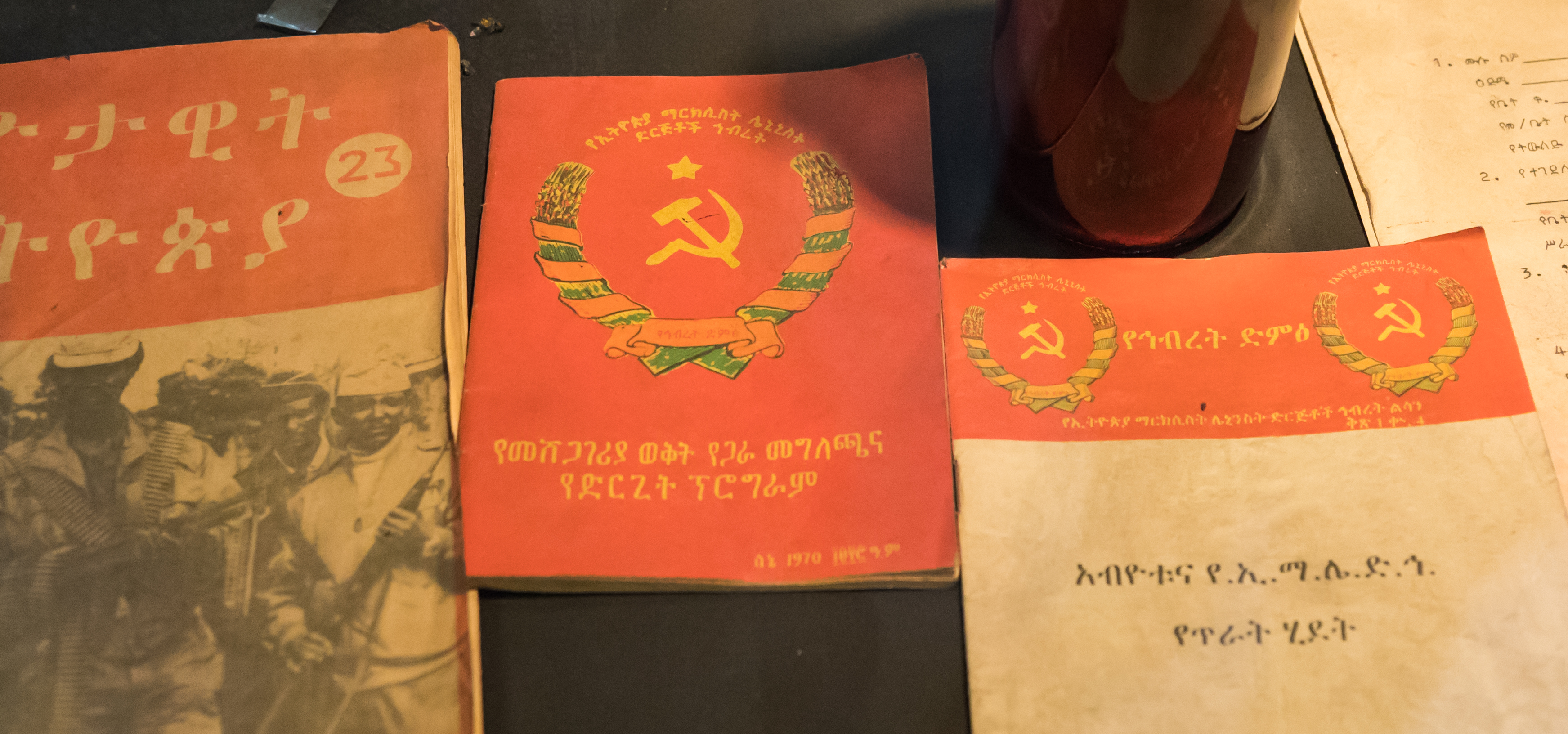
Material comunista do Derg.
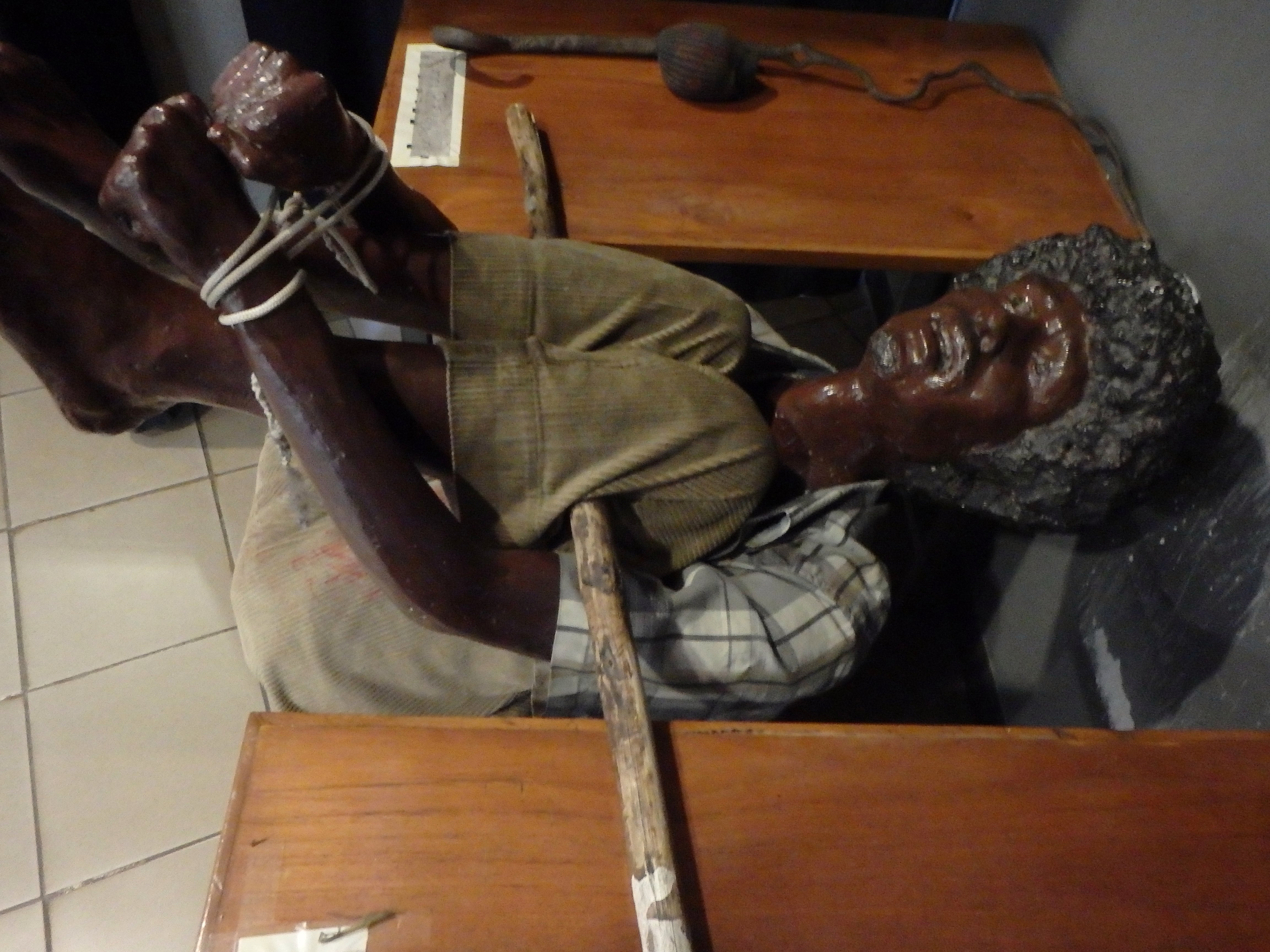
Exemplo de técnica de tortura.
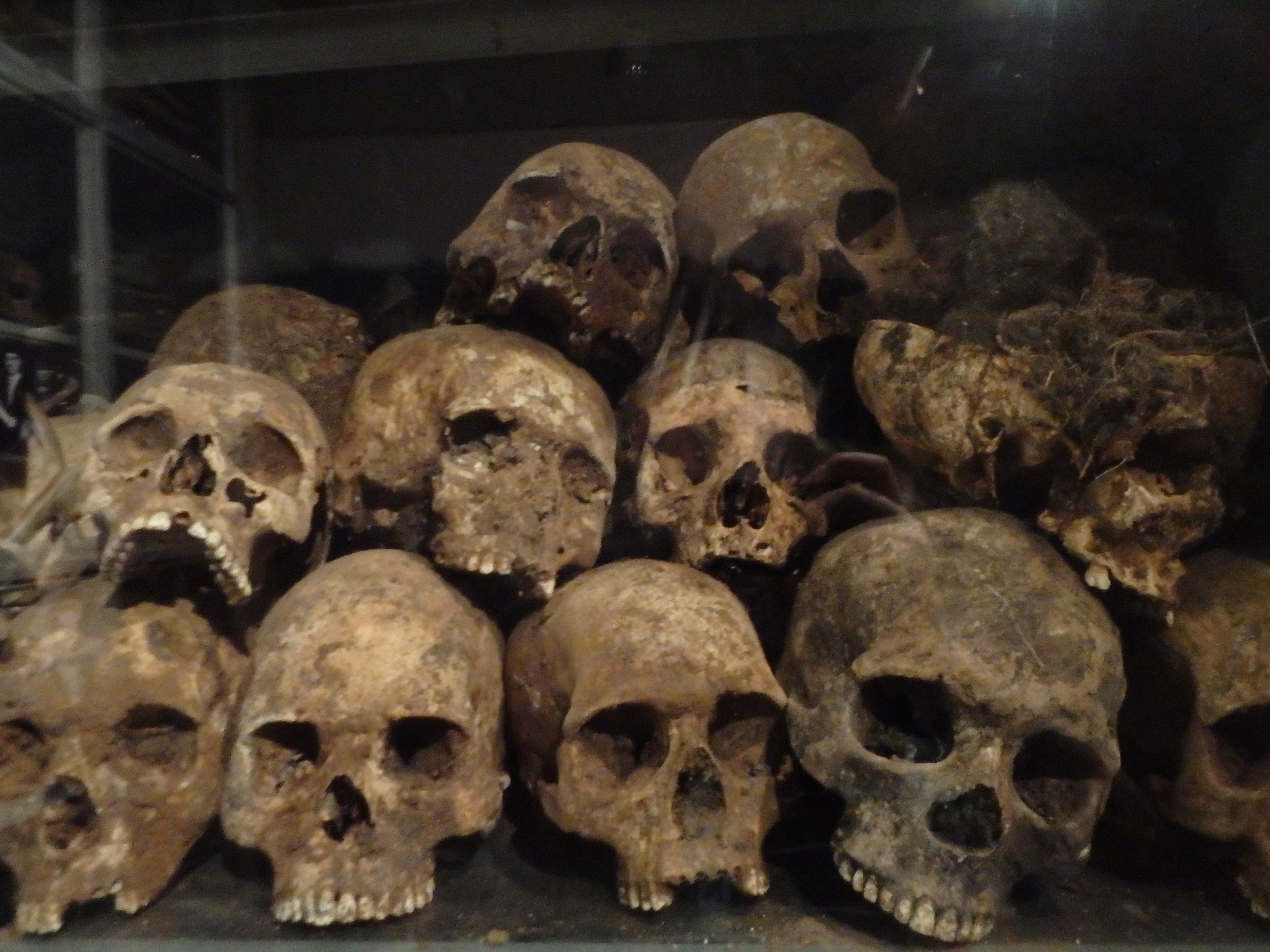
Crânios de vítimas.
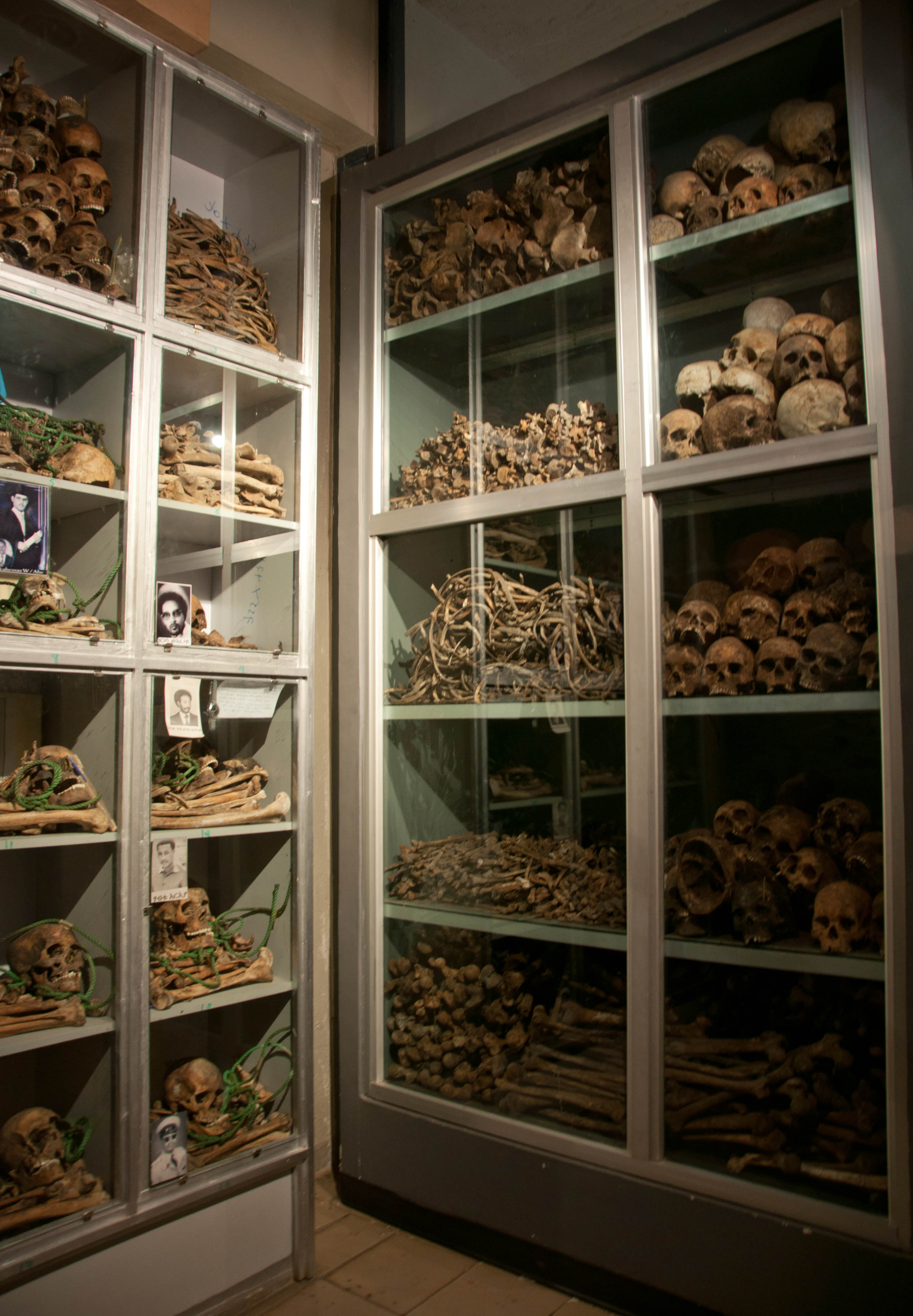
Ossuário de vítimas.